# 李绚 (南昌郡公)
李绚（?—?），唐朝宗室，唐高祖李渊的孙子，霍王李元轨的第五子。
永徽二年（651年）李元轨的哥哥彭王李元则去世，没有儿子。龙朔年间，李绚被封为南昌郡王，作为李元则的嗣子。李绚长子李志廉，翼国公，出继李绚的三哥胙国公李绰。次子李志謙。三子李志暕，神龙年间封嗣彭王。景龙初年，加银青光禄大夫。开元年间，官至宗正卿同正员、左千牛衛將軍。